# Notopleura tolimensis
Notopleura tolimensis är en måreväxtart som först beskrevs av Herbert Fuller Wernham, och fick sitt nu gällande namn av Charlotte M. Taylor. Notopleura tolimensis ingår i släktet Notopleura och familjen måreväxter. Inga underarter finns listade i Catalogue of Life.